# Bišt

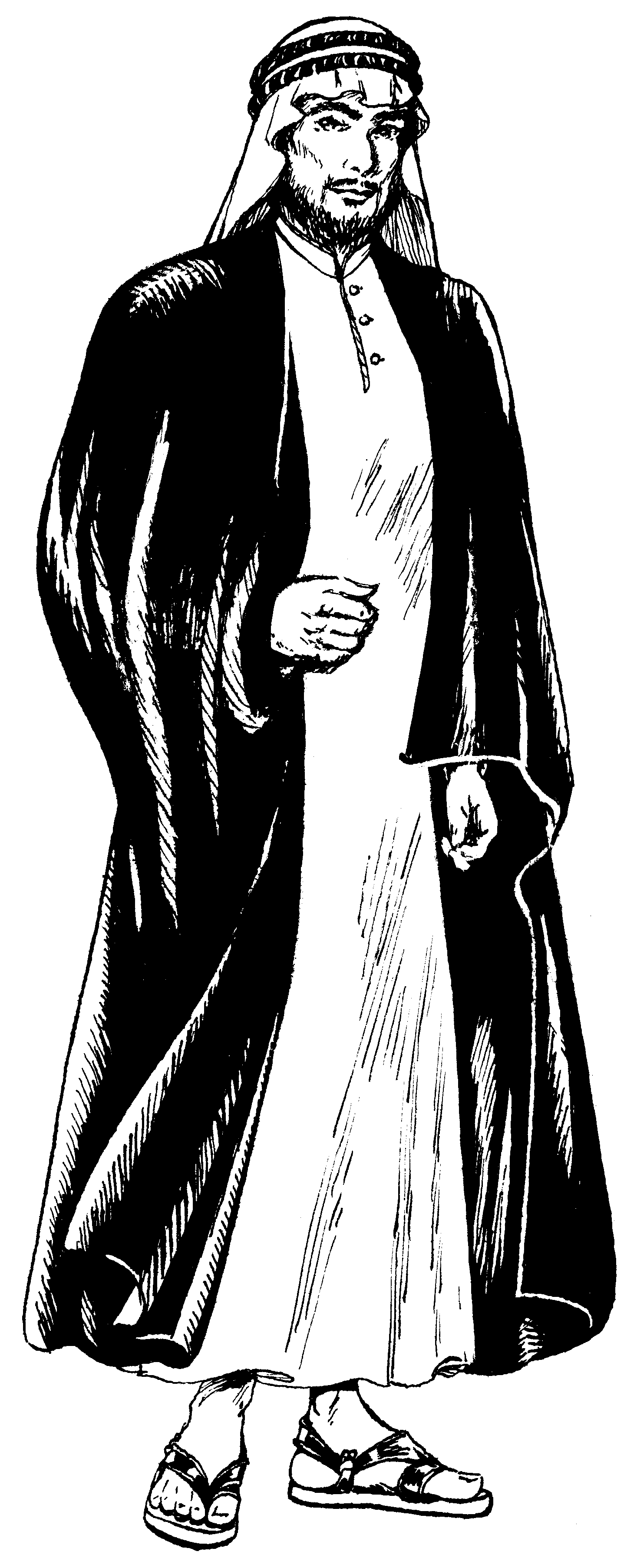
Bišt

Bišt (arabsky: بِشْت) je mužský slavnostní oděv v arabském světě. Je to dlouhý a vpředu otevřený lehký plášť tmavé barvy, který se navléká přes bílý dišdaš. Šejkové v oblasti Perského zálivu nosí bišty z velbloudí vlny lemované ryzím zlatem jako odznak společenské prestiže při příležitostech jako je svátek přerušení půstu.  Bišt je symbolem ušlechtilosti, statečnosti a moudrosti, dříve ho panovníci udělovali jako vyznamenání po vítězné bitvě.
Nošení bištu u Arabů zmiňuje již Hérodotos. Název oděvu je odvozován od akkadského slova bištu (urozenost). Obléká se také na svatby, pohřby nebo promoce, z bištů absolventů Univerzity Al-Karaouine se ve středověku vyvinul akademický talár. 
Po finále mistrovství světa ve fotbale 2022 v Kataru přebíral Lionel Messi trofej pro vítěze v černém bištu, který mu předal emír Tamím bin Hamad Ál Thání. Ománský poslanec Ahmad Barvání chtěl tento kus oblečení získat na památku a nabídl za něj milion amerických dolarů.